# Tepuihyla rimarum
La rana tepuyana del Ptari-tepui (Tepuihyla rimarum) es una especie de anfibios de la familia Hylidae. Es endémica del tepuy Ptarí (Venezuela).
Sus hábitats naturales incluyen zonas de arbustos tropicales o subtropicales a gran altitud, ríos, pantanos, marismas intermitentes de agua dulce y zonas rocosas.